# Luděk Jelínek
Luděk Jelínek (* 21. června 1958) je bývalý český fotbalista, brankář.

## Fotbalová kariéra
V lize hrál za SK Hradec Králové a FK Teplice. V československé a české lize nastoupil ve 114 utkáních. Nejstarší brankář, který chytal ligu za FK Teplice.

## Ligová bilance
| Ročník                                   | Zápasy | Góly | Klub                   |
| ---------------------------------------- | ------ | ---- | ---------------------- |
| 1. československá fotbalová liga 1987/88 | 24     | 0    | Spartak Hradec Králové |
| 1. československá fotbalová liga 1988/89 | 10     | 0    | Spartak Hradec Králové |
| 1. československá fotbalová liga 1990/91 | 1      | 0    | Spartak Hradec Králové |
| 1. československá fotbalová liga 1991/92 | 29     | 0    | SK Hradec Králové      |
| 1. československá fotbalová liga 1992/93 | 27     | 0    | SK Hradec Králové      |
| 1. česká fotbalová liga 1993/94          | 19     | 0    | SK Hradec Králové      |
| 1. česká fotbalová liga 1996/97          | 4      | 0    | FK Teplice             |
| CELKEM                                   | 114    | 0    |                        |